# 정전 (종묘)
종묘 정전(宗廟正殿)은 조선시대 역대 왕과 왕비, 그리고 세상을 떠난 후에 왕으로 추존된 왕과 왕비의 신위를 봉안한 왕실의 사당건축물이며, 총 101m의 긴 건물로, 종묘의 중심이다. 1985년 1월 8일 대한민국의 국보로 지정되었다.

## 역사
종묘는 1392년 조선왕조를 일으킨 태조 이성계가 도읍지 후보로 계룡산ㆍ무악 등 여러 곳을 물색하다가 태조 3년 8월 최종적으로 한양을 조선왕조의 도읍지로 정하고, 이 해 10월 28일 고려의 옛 도읍지 개성을 벗어나 천도를 한 해에 터를 개척하기 시작하여, 다음 해인 태조 4년 9월 29일에 새 궁궐과 함께 준공된다. 준공된 종묘는 대실이 7칸인데, 대실 안에는 석실 5칸을 만들고. 좌우에는 익랑을 각각 2칸씩 이어 지었으며, 그 외에 별도로 공신당 5칸, 신문 3칸, 동문 3칸, 서문 1칸 규모의 건물을 지었고, 빙 둘러 담을 쌓았다. 그리고 담 밖에는 신주 7칸, 향관청 5칸, 좌우 행랑 각각 5칸, 남쪽 행랑 9칸, 재궁 5칸을 지었다. 종묘가 완성되자 태조는 날을 받아 즉위 4년인 1395년 10월 태조의 4대조인 목조와 효비, 익조와 정비, 도조와 경비, 환조와 의비의 4대 신주를 개성에 옮겨와 봉안하였다.
정전 건물의 전면은 퇴칸을 구성하는 기둥만 서 있고 벽체 없이 모두 묘정으로 트였으며, 측면과 뒷면은 모두 전벽돌로 두껍게 벽체를 쌓아 내부 공간을 어둡게 함으로써 신성함을 높이고 있다. 내부로 출입하는 문은 각 칸마다 두 짝씩 달렸는데, 그 맞춤이 정연하지 않고 약간 뒤틀려 아래위가 벌어져 있다. 이는 혼 드나드는 통로임을 상징하기도 하고, 실제로 통기구 역할을 하기도 한다. 문하방(門下枋) 좌우에는 신방목(信枋木)이 있고, 신방목 머리에는 삼태극(三太極)이 조각되어 있다. 문 외부에는 발을 칠 수 있게 되어 있어, 제향 때 판문을 열어 발을 늘어뜨리고 제의를 행한다. 내부는 칸막이 벽체없이 전체가 하나의 공간으로 이어져 있으며, 뒷면 퇴칸에는 각 칸마다 신주를 모신 감실을 두었다. 각 감실에는 서쪽에 왕, 동쪽에는 왕비의 신주가 차례로 봉안되어 있다. 이러한 신실 구성 형식을 당(건물)은 같으나 실(칸막이)은 달리하는 동당이실(同堂異室)제도라도 한다.
종묘 정전 감실은 서쪽을 윗자리로 하여 제1실인 서쪽 첫 번째 칸에 태조의 신위가 모셔져있고, 동쪽으로 가면서 각 왕과 비를 합쳐 모두 49신위가 19감실에 모셔져있다.
조선 초기 왕이 승하하면 경복궁의 근정전에서 처음 장례를 치른 다음 종묘의 정전에서 혼을 풀어주는 것을 하기도 했다. 종묘입장에서 보면 경복궁의 근정전이라고도 볼 수 있다.

## 부속 건물
정전의 동서쪽으로 각각 동익사와 서익사가 위치한다. 정전의 월대 앞에는 칠사당, 공신당이 있다.

### 칠사당
정전 담장 안에 있는 3칸 짜리 작은 건물이다. '칠사'란 궁중의 신인 사명, 출입을 관장하는 호, 음식을 관장하는 주, 도성의 문을 관장하는 신령인 국문, 상벌을 주관하는 태여, 도로의 행작을 관장하는 국행, 그리고 중류에 대한 제사를 의미한다. 측면과 후면은 전으로 벽을 쌓고, 전면 중앙의 칸에는 판문을, 양옆 칸에는 격차창을 설치하였다.

### 공신당
공신당은 역대 왕의 배향 공신 94 신위 중 83 신위를 모신 곳으로, 종묘 정전이 증축됨에 따라 이와 함께 동쪽으로 증축되어 지금은 16칸의 긴 건물이 되었다. 공신당 전면 중앙부 3칸에는 판문(板門)이 설치되어 있고 나머지 칸에는 하부에 벽체를, 그 상부에 광창(光窓)을 설치하였다. 그 외 세 면의 벽은 전벽돌로 감싸여있다.

### 수복방
수복방은 제사를 담당하는 노비와 관원들이 거처하던 방이다. 수복방 전면에는 제사에 쓰일 제물을 심사하는 찬막단이 있고, 찬막단 동편에는 성생위가 있다.

### 전사청
전사청은 종묘 제례에 쓰는 제수의 진찬 준비를 하던 곳이다. 뜰을 가운데 두고 그 주위로 건물을 ㅁ자형으로 배치하였다.

### 제정
전사청 동쪽에 있는 제사용 우물이다.

## 같이 보기
- 종묘

## 갤러리

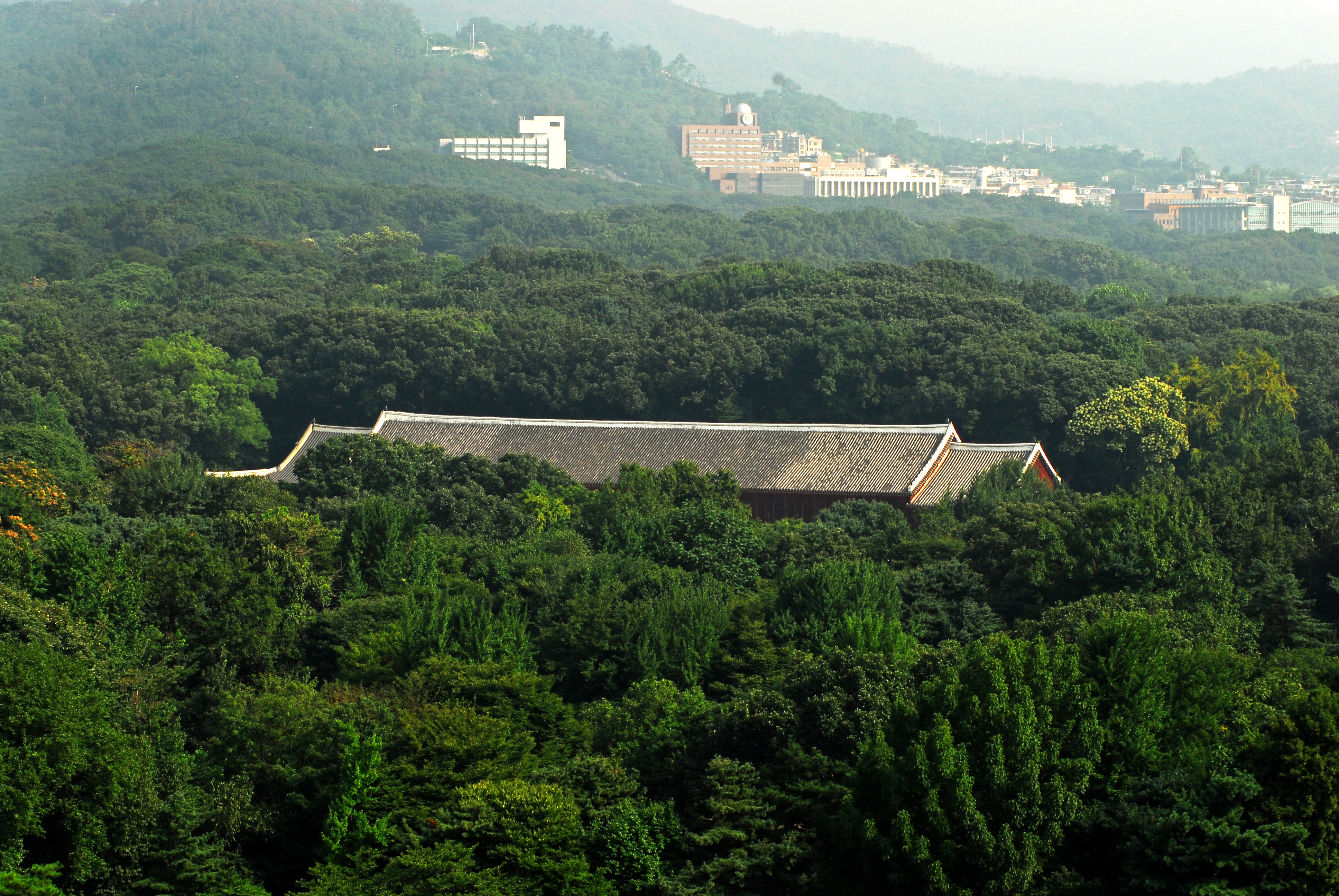
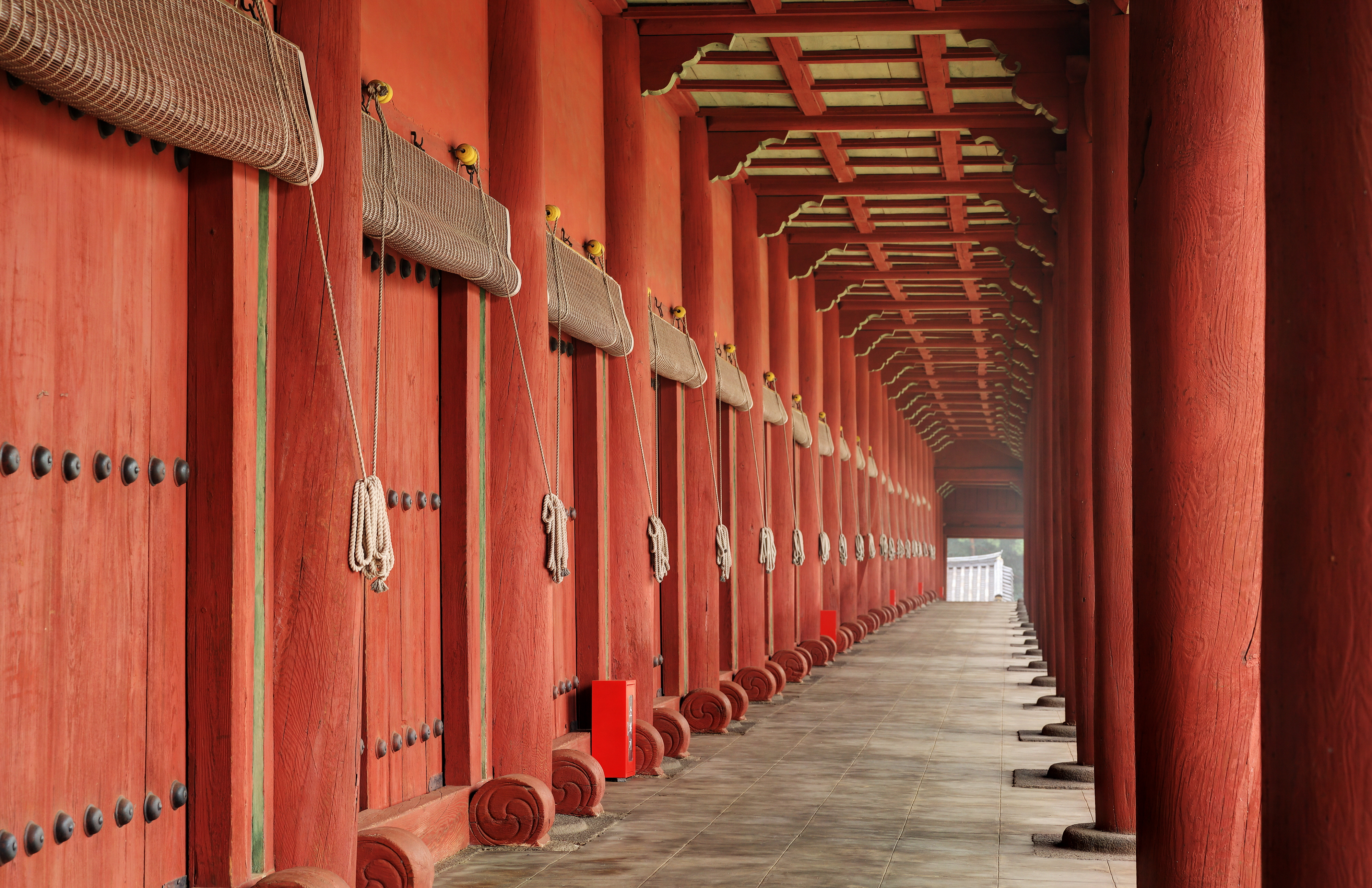
신실
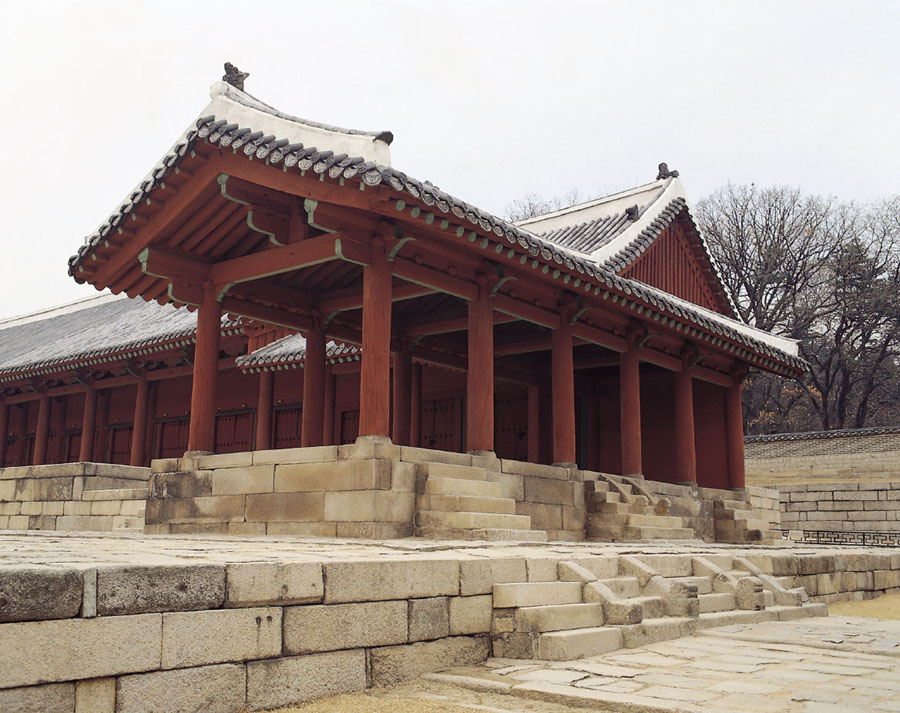
동익사
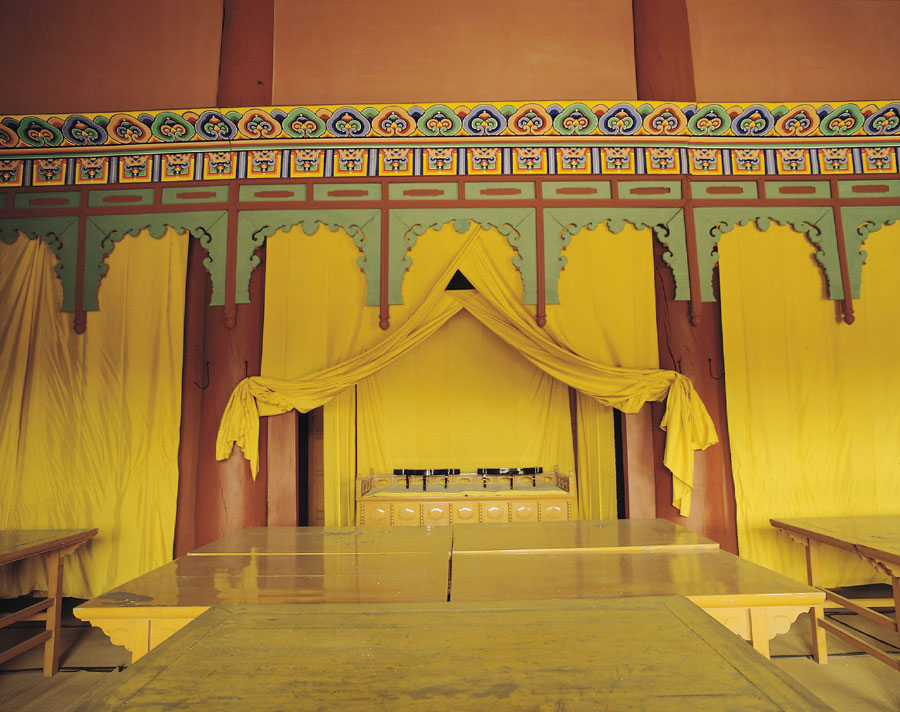
내부 신단